# Alessandro Cattelan
Alessandro Cattelan (Tortona, 11 mei 1980) is een Italiaans presentator. Hij presenteert voornamelijk muziekshows en evenementen en was onder meer tien seizoenen presentator bij de Italiaanse X-Factor. Daarnaast presenteert hij avondshows en radioprogramma's. Hij is tevens actief als stemacteur. Cattelan was naast Laura Pausini en Mika een van de drie presentatoren tijdens het Eurovisiesongfestival 2022.